# Битва за Хюэ

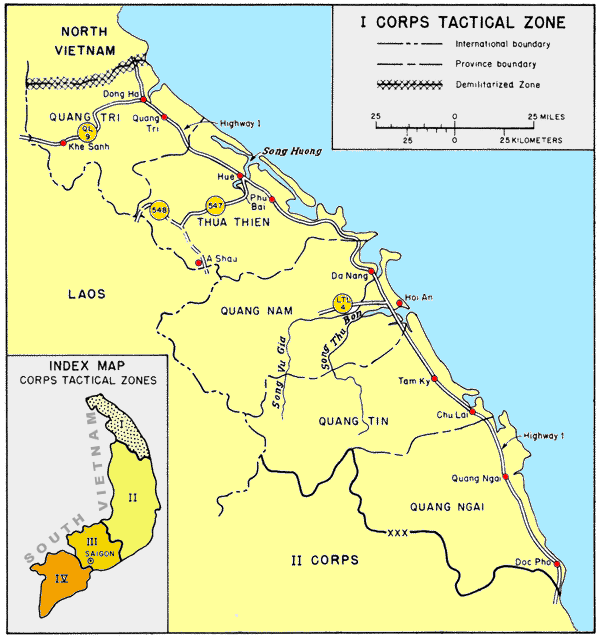
Карта северных провинций Южного Вьетнама (I корпус). Хюэ был административным центром провинции Тхыатхиен

Битва за Хюэ — одно из наиболее долгих и кровопролитных сражений периода войны во Вьетнаме, произошедшее в 1968 году между силами США и Южного Вьетнама с одной стороны и силами Северного Вьетнама с другой. Сражение велось за южновьетнамский город Хюэ и характеризовалось ожесточёнными уличными боями, сопровождавшимися большими разрушениями и жертвами среди мирного населения.

## Тетское наступление и Хюэ
30—31 января 1968 года силы северовьетнамской армии и Национального фронта освобождения Южного Вьетнама (НФОЮВ) развернули в масштабах всей Республики Вьетнам своё первое стратегическое наступление (Тетское наступление). Оно проводилось во время традиционного вьетнамского праздника Тет и было нарушением перемирия, провозглашённого воюющими сторонами на период празднований. В силу неожиданности атаки противника силы США и Южного Вьетнама оказались во многом неготовы к её отражению, что позволило наступавшим добиться ряда тактических успехов. Наиболее значимым из этих успехов был захват города Хюэ.
На 1968 год Хюэ входил в число трёх крупнейших городов Южного Вьетнама (наряду с Сайгоном и Данангом). Он располагался в северной части страны. Через Хюэ проходила главная дорога Южного Вьетнама — шоссе № 1, шедшее от Сайгона до самой демилитаризованной зоны. Таким образом, Хюэ имел стратегическое значение: контроль над городом означал, что все воинские подразделения севернее него будут отрезаны от снабжения по земле. Кроме того, город имел и большое символическое значение, являясь в XIX веке столицей Вьетнама. С того времени в Хюэ остался значительный исторический памятник — крепость, известная как Цитадель или Старый город, на территории которой располагался Императорский дворец. Цитадель была расположена в северной части города, на юге находились жилые кварталы. Две части Хюэ разделены Ароматной рекой (Шонгхыонг), текущей с запада на восток.

## Битва

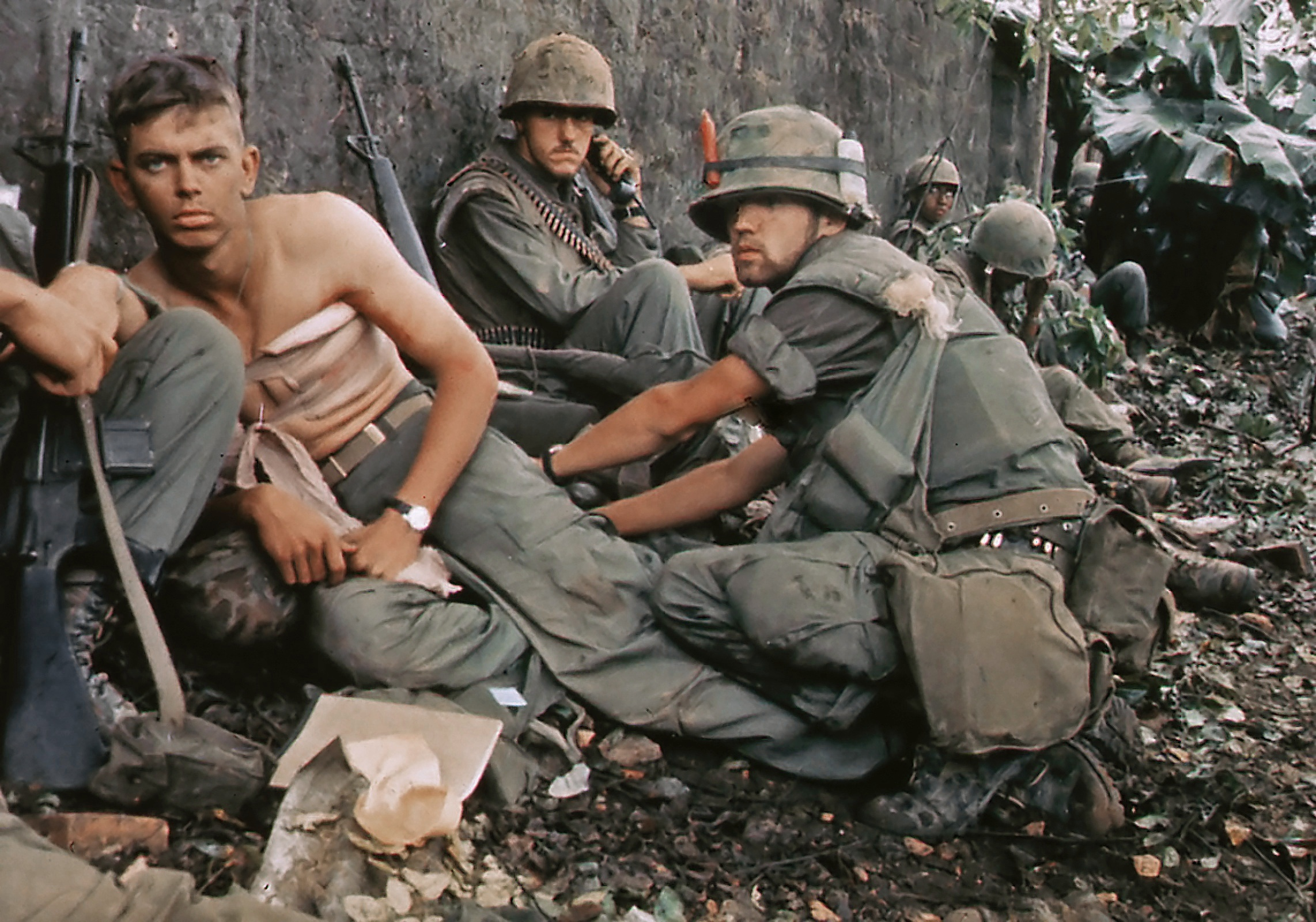
Медик оказывает помощь раненому морскому пехотинцу. Рота H 2-го батальона 5-го полка морской пехоты, Хюэ, 6 февраля 1968 года

### Захват города
Установление контроля над Хюэ было одной из ключевых целей коммунистических сил во время Тетского наступления. Ранним утром 31 января 1968 года два усиленных полка северовьетнамской армии атаковали город, защищать который было практически некому. Через несколько часов Хюэ был в руках Вьетнамской Народной Армии; над Императорским дворцом был поднят флаг НФОЮВ. Северный Вьетнам категорически отрицал участие своих регулярных войск в боевых действиях на юге. В связи с этим операция по захвату Хюэ была представлена как мероприятие партизан НФОЮВ. Однако два важных объекта остались в руках американских и южновьетнамских сил, оказавших здесь решительное сопротивление противнику. На территории Цитадели не был захвачен расположенный там штаб 1-й пехотной дивизии Южного Вьетнама. В южной части города оставалась база Командования по оказанию военной помощи Вьетнаму (КОВПВ), где были расквартированы американские военные советники.
Американское командование, получив сообщение об атаке на базу КОВПВ, немедленно отправило туда подкрепления. Однако в начале Тетского наступления свободных резервов у войск США было немного, кроме того, поступавшая информация была крайне скудной, в силу чего американские офицеры не смогли поначалу верно оценить происходящее в Хюэ. Речь пока шла только о нападении на базу КОВПВ, а не о захвате города крупными силами противника. Поэтому на помощь осаждённой базе была отправлена всего одна рота морской пехоты. Прорвавшись через несколько засад, рота достигла базы, когда противник уже отступил от неё. После первоначального успеха было решено попытаться продвинуться в Цитадель. Пересекая Ароматную реку по мосту, рота попала под сильный огонь со стен Цитадели и была вынуждена с потерями (50 человек ранеными и убитыми) отступить.
Примерно в этот же период южновьетнамские силы попытались прорваться к осаждённому штабу 1-й дивизии. Им удалось это сделать ценой значительных потерь. Штаб дивизии продолжал удерживаться, и противник так и не смог захватить его. С этого момента битва за Хюэ вступила во вторую фазу.

### Первые американские операции
В первых числах февраля американское командование пришло к выводу, что город контролируется значительной группировкой северовьетнамской армии, получающей подкрепления и боеприпасы с западного направления, из долины А-Шау, служившей одним из «входов» с «тропы Хо Ши Мина» в Лаосе на территорию Южного Вьетнама. Для того, чтобы перерезать канал поставок, сюда срочно были переброшены несколько батальонов 1-й кавалерийской (аэромобильной) и 101-й воздушно-десантной дивизий США. Эти подразделения столкнулись с крайне ожесточённым сопротивлением противника, но в конечном счёте сумели отрезать силы северовьетнамской армии в Хюэ от снабжения, что сыграло важную роль в ходе битвы.
Тем временем прибывшие в южную часть города дополнительные подразделения морской пехоты начали продвижение на запад параллельно реке, зачищая этот район от сил противника. Продвижение приняло форму уличных боёв, в которых морским пехотинцам пришлось «на ходу» осваивать искусство ведения войны в городских условиях. Северовьетнамские силы оборудовали укреплённые позиции в домах, что нередко приводило к стычкам на предельно коротких дистанциях. В боях очень хорошо показали себя американские противотанковые самоходки М 50 «Онтос» — благодаря своей подвижности, они были менее уязвимы чем танки, а их безоткатные орудия залпом могли обрушить практически любое здание. Несмотря на все трудности, к 10 февраля морские пехотинцы овладели южной частью Хюэ. Теперь им предстояло наиболее трудное — захват Цитадели.

### Цитадель

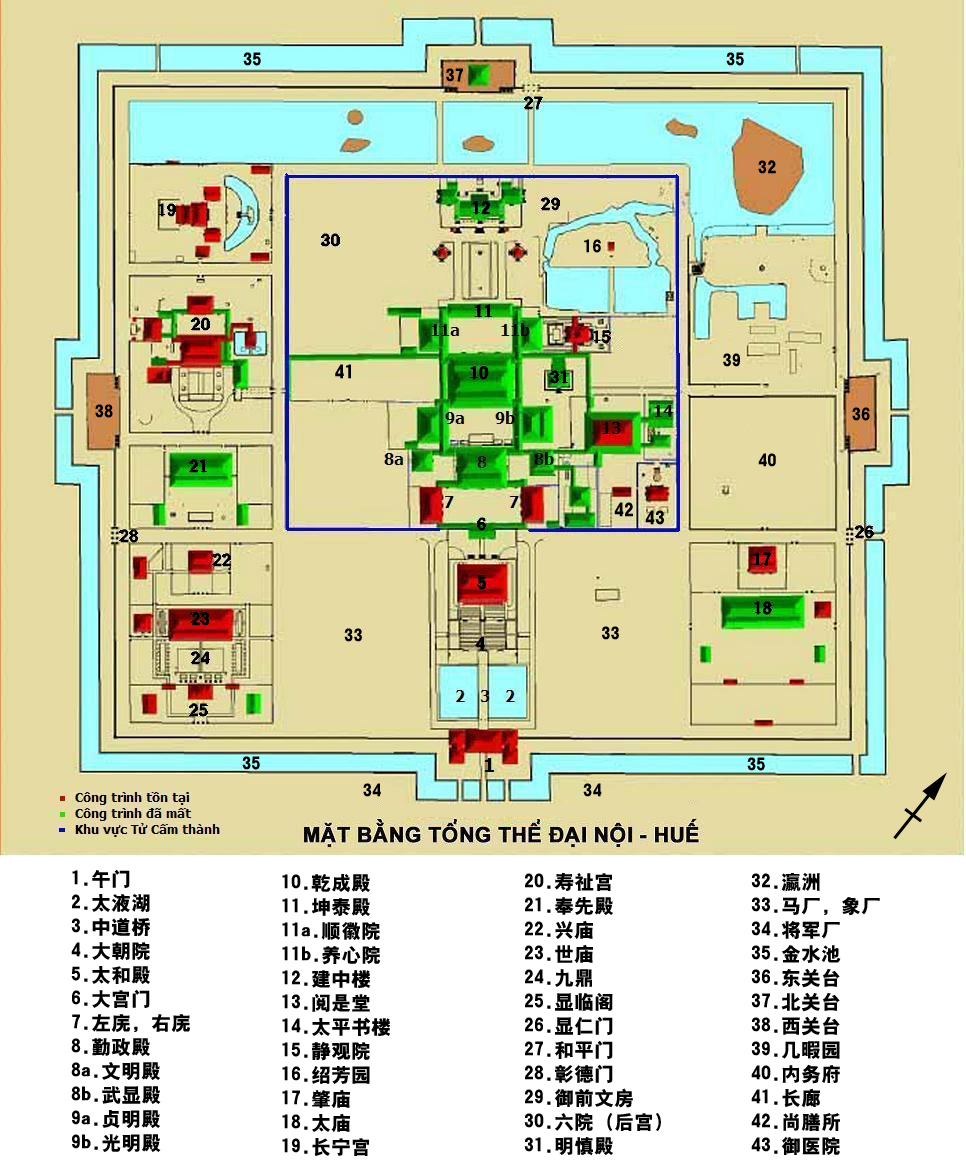
План Цитадели

Цитадель была настоящей крепостью, построенной по всем правилам фортификационного искусства. В феврале 1968 года северовьетнамская армия использовала её по прямому назначению, хорошо закрепившись в северном Хюэ. Штурм Цитадели осложнялся тем, что она являлась национальным достоянием страны, и руководство Южного Вьетнама обратилось к американскому командованию с просьбой максимально сохранить крепость от разрушений. В результате были установлены жёсткие ограничения на оказание артиллерийской и авиационной поддержки в ходе штурма, а также на применение бронетехники.
С 12 февраля началось наступление в Цитадели. Американская морская пехота вела бои в её южной части, а южновьетнамские войска — в северной, с плацдарма в районе штаб-квартиры 1-й дивизии. Северовьетнамские солдаты использовали для укрытия многочисленные ходы в крепостных стенах и неожиданно атаковали противника из них. Продвижение наступающих сил происходило крайне медленно, однако к этому времени обороняющаяся сторона уже была в основном лишена снабжения. Сознавая, что путь к отступлению отрезан, северовьетнамские подразделения сражались буквально до последнего человека. Для освобождения Императорского дворца было задействовано элитное подразделение 1-й южновьетнамской дивизии — рота «Чёрные пантеры».
24 февраля флаг НФОЮВ был сорван с флагштока дворца и заменён флагом Республики Вьетнам, что символизировало освобождение Хюэ. Реально боевые действия в городе и его окрестностях продолжались ещё несколько дней.

## Жертвы войны
В последние дни сражения американские и южновьетнамские солдаты стали находить в Хюэ массовые захоронения местных жителей. Следы на телах показывали, что эти люди погибли не в результате боевых действий. У многих руки были связаны за спиной. Как выяснилось, северовьетнамская армия в период оккупации города расстреливала всех граждан города, уличённых в сотрудничестве с правительством Южного Вьетнама (чиновников, полицейских и т. д.). Предполагается, что всего было уничтожено до 3000 человек. Этот факт никак не комментируется современными вьетнамскими властями. Некоторые критики войны во Вьетнаме выдвигали гипотезы о том, что в действительности основная часть убитых была жертвами американских артобстрелов, и приписывание ответственности за их гибель силам коммунистов было лишь пропагандистским ходом. Однако и эти критики признают сам факт расстрелов, подвергая сомнению лишь истинное число жертв.

## Итоги
Сражение за Хюэ является одним из самых известных сражений Вьетнамской войны, а также самым крупным в ходе Тетского наступления. Бесспорно, оно входит и в число самых кровопролитных. Согласно американским и южновьетнамским оценкам, в боях было уничтожено до 5000 солдат противника. Хотя эта цифра может вызывать сомнение, очевидно, что практически все северовьетнамские подразделения в Хюэ понесли тяжелейшие потери. 80 % зданий города было разрушено.
В боях за Хюэ участвовали в общей сложности 3 батальона морской пехоты США и 11 батальонов южновьетнамской армии. Наряду со сражениями на Гуадалканале и Соломоновых островах (Вторая мировая война), Инчхонской десантной операцией и битвой при Чосин (Корейская война), а также обороной Кхесани (Вьетнамская война), сражение за Хюэ считается одной из самых памятных и выдающихся страниц в истории Корпуса морской пехоты США. Морская пехота получила важные уроки ведения боевых действий в городских условиях; в ходе Иракской войны второй штурм Фаллуджи (ноябрь 2004) некоторые аналитики сравнивали именно с битвой за Хюэ. Вместе с тем, нередко оказывается забытой роль в сражении подразделений Армии США, блокировавших город с запада, и особенно южновьетнамских сил. Потери американских подразделений (включая армейские подразделения за пределами города) превысили 200 человек убитыми, потери же южновьетнамских войск составили как минимум 400 погибших.

## Отражение в культуре
- «Вьетнамская» часть фильма Стэнли Кубрика «Цельнометаллическая оболочка» происходит во время сражения за Хюэ.
- Сражение отражено в ряде компьютерных игр, включая «Men of Valor», «Conflict: Vietnam», «Battlefield Vietnam» и «Call of Duty: Black Ops». Вокруг сражения разворачивается весь сюжет игры «Vietcong 2». Также Хюэ присутствует в качестве карты в игре «Rising Storm 2: Vietnam».